# Whites Off Earth Now!!
Whites Off Earth Now!! è l'album d'esordio del gruppo canadese dei Cowboy Junkies pubblicato nel 1986 per Latent Recordings e riedito per la RCA nel 1991.
L'album è composto quasi interamente di cover rock e blues tranne Take Me.

## Tracce
Lato A
1. Shining Moon – 4:03 (Lightnin' Hopkins)
2. State Trooper – 4:25 (Bruce Springsteen)
3. Me and the Devil Blues – 4:21 (Robert Johnson)
4. Decoration Day – 3:53 (John Lee Hooker)
5. Baby Please Don't Go – 5:03 (Big Joe Williams)

Durata totale: 21:45
Lato B
1. I'll Never Get Out of These Blues Alive – 6:23 (John Lee Hooker)
2. Take Me – 2:29 (Margo Timmins, Michael Timmins)
3. Forgive Me – 5:25 (John Lee Hooker)
4. Crossroads – 6:18 (Robert Johnson)

Durata totale: 20:35

## Formazione
- Margo Timmins - voce
- Michael Timmins - chitarra
- Alan Anton - basso
- Peter Timmins - batteria